# Poikelmus
Poikelmus är en sjö i kommunen S:t Michel i landskapet Södra Savolax i Finland. Sjön ligger 112,3 meter över havet. Arean är 96 hektar och strandlinjen är 10,6 kilometer lång. Sjön  ingår i Kymmene älvs huvudavrinningsområde.   Den ligger omkring 16 kilometer nordväst om S:t Michel och omkring 210 kilometer nordöst om Helsingfors. 